# تايغا إيشيكاوا
تايغا إيشيكاوا هو سياسي ياباني، ولد في 3 يوليو 1974 في Nishi-Sugamo ‏ في اليابان. نشط حزبياً في الحزب الاشتراكي الديمقراطي الياباني (2018 – 2018).

## وصلات خارجية
- الموقع الرسمي